# Łęcze (gromada)
Łęcze – dawna gromada, czyli najmniejsza jednostka podziału terytorialnego Polskiej Rzeczypospolitej Ludowej w latach 1954–1972.
Gromady, z gromadzkimi radami narodowymi (GRN) jako organami władzy najniższego stopnia na wsi, funkcjonowały od reformy reorganizującej administrację wiejską przeprowadzonej jesienią 1954 do momentu ich zniesienia z dniem 1 stycznia 1973, tym samym wypierając organizację gminną w latach 1954–1972.
Gromadę Łęcze z siedzibą GRN w Łęczu utworzono ok. 1960 r. w powiecie elbląskim w woj. gdańskim. W 1969 roku gromada miała 25 członków gromadzkiej rady narodowej.
1 stycznia 1972 do gromady Łęcze włączono część obszaru miasta Tolkmicko (643,73 ha) w tymże powiecie.
Gromada przetrwała do końca 1972 roku, czyli do kolejnej reformy gminnej.